# 国際航路標識機関
国際航路標識機関（こくさいこうろひょうしきかん、International Organization for Marin Aids to Navigation）とは、航路標識システムの維持や標準化を目的とする国際機関。法律的にはフランス国内法上の非営利団体である国際航路標識協会（こくさいこうろひょうしききょうかい、International Association of Lighthouse Authorities : IALA）を改組して国際機関としてもの。ここでは前身たる国際航路標識協会についても記述する。

## 国際航路標識協会
国際航路標識協会（こくさいこうろひょうしききょうかい、International Association of Lighthouse Authorities : IALA）とは、海事に関する専門知識と勧告をまとめて規定している非営利機関である。法律的にはフランス国内法上の非営利団体である。法律的にはフランス国内法上の非営利団体である。
航路標識システムの維持や標準化を目的として、1957年に設立された。設立当時の名称は国際灯台協会（ＩＡＬＡ）で、1998年に現行の「国際航路標識協会」に改名。現在はフランスのサン＝ジェルマン＝アン＝レーに本部がある。2021年1月現在、国家会員88、準会員66、工業会員154であり、日本は、1959年に海上保安庁が国家会員として加入。1975年以降理事を務めている、また日本企業は8社、3団体が工業会員として加盟。

## 主な勧告
IALA の定めた、船舶の航行時に目印となる浮標や航路標識がよく知られている。海上に設置される航路標識については長い間各国が独自に基準を定めてきたが、1980年に東京で開催された IALA浮標特別会議で IALA海上浮標式が採択され、1982年に発効したことにより国際的にほぼ統一された。
- 側面標識 - 航路の境界を示す
- 方位標識 - 危険地域からの安全な水域の方向を示す
- 安全水域標識 - 航路の終わりで水深が大きいことを示す
- 特殊標識 - 速度制限や水上スキーなどの管理された区域を示す
- 孤立障害標識 - 航行に危険があることを示す

それぞれの標識は、色や形状、場合によっては灯質が決められている。なお、側面標識については A方式（左舷標識が赤）と B方式（右舷標識が赤）があり、アメリカ及びその影響下にある南北アメリカ各国、日本、韓国、フィリピンが B方式を採用している（B地域と呼ばれる）。

## 国際機関への移行
近年、急速に進むデジタル情報通信技術を活かした新たな航路標識などが誕生しており、より実効力のある国際基準を作成する必要がでてきた。そのため、IALA を、非政府機関から、IMO（国際海事機関）や IHO（国際水路機関）のような条約（設立協定）に基づく国際機関に移行することが関係国で合意され、2020年2月25～28日にマレーシア（クアラルンプール）
で62 か国（うち 10 か国はオブザーバー）、3 機関が参加した国際会議が開催され、国際航路標識機関設立協定文を含む最終議定書（Final Act）に 50 か国が署名した。正式な協定は、2021年1月27日にパリで作成された。協定は、30か国が批准等した90日後に発効する。日本の国内手続としては、協定を日本国法による条約として締結するため、
2021年3月5日の閣議で、「国際航路標識機関条約の締結について国会の承認を求めるの件」が決定され、同日衆議院へ提出された。
条約の承認案件は、5月18日、衆議院本会議で全会一致で可決され、6月4日、参議院本会議で全会一致で可決、され、国会の承認がされた。
国会での承認を受けて、7月13日の閣議で、「国際航路標識機関条約の署名及び受諾について」及び国際航路標識機関条約の公布が決定され、7月13日（現地時間）、フランスのパリにおいて、伊原純一駐フランス共和国特命全権大使が国際航路標識機関条約に署名するとともに、同条約の受諾書をフランス政府に寄託し、日本における条約の締結手続が完了した。2021年7月9日現在、締約国は1か国（シンガポール）。署名国は11か国（カナダ、デンマーク、フィンランド、フランス、マレーシア、オランダ、ノルウェー、パナマ、韓国、シンガポール及びスペイン）である。条約の公布は、7月16日付官報号外第165号により行われ、日本における法令番号は、令和3年条約第8号である。

## 国際航路標識機関条約の発効
国際航路標識機関条約は、締約国が30か国に達したため2024年8月22日に発効した。
国際機関化後の2025年2月にシンガポールで開催される第１回総会にて、議長国や理事国が選出され、一般規則等が承認され、国際機関としての活動を本格的に始める予定。 